# Inti-Illimani (1969)
Inti-Illimani è un album del gruppo musicale cileno Inti-Illimani, pubblicato nel 1969.

## Descrizione
Inti-Illimani è il primo album solista del gruppo cileno pubblicato nel loro paese natio. Il disco è stato pubblicato dalla Jota Jota, etichetta sussidiaria della cilena DICAP (Discoteca del cantar popular). 
Nelle note di presentazione che si possono leggere sulla copertina del disco, redatte da Ivan Faba, si sottolinea il profondo legame tra i componenti del gruppo e la Federación de Estudiantes de la Universidad Técnica del Estado. All'epoca i componenti del gruppo erano infatti ancora studenti universitari, sul disco, per ognuno di loro, è specificata la facoltà di appartenenza. Si accenna inoltre a quella che sarà una delle caratteristiche tipiche del gruppo: l'appartenere a entrambe le correnti principali che attraversavano la musica latino-americana in quegli anni. Da un lato quello che Faba chiama "l'emergere della canzone rivoluzionaria" e dall'altro "la rinascita dell'autentica canzone americana". Nel disco effettivamente troviamo esempi di entrambe: sia rielaborazioni di brani tradizionali dell'arco andino (El canelazo, recuperato da un disco dei Los de Ramón, Sicuriadas), sia esempi di "nuova canzone" latino-americana (dalla Carta al Che del cubano Carlos Puebla alla Zamba de los humildes dell'argentino Oscar Matua).
All'interno del disco si trovano diverse canzoni già presenti nel loro disco d'esordio Si somos americanos, pubblicato in Bolivia pochi mesi prima, o incise in alcuni dei dischi a cui avevano partecipato e contribuito unitamente ad altri artisti nei mesi precedenti. Tutti questi brani già pubblicati sono stati però reincisi ex novo. Juanito Laguna remonta un barrilete e Zamba de los humildes sono qui già alla terza versione in meno di due anni. Compare anche, per la prima volta, un brano firmato da un componente del gruppo, il direttore artistico Horacio Salinas. 

Il logo degli Inti-Illimani

Sulla copertina esordisce anche il tipico logo del gruppo che troviamo presente nella maggioranza delle copertine dei loro dischi, creato da Vicente Larrea e ispirato dalle mura pietrose di Sacsayhuamán.
Il disco fu pubblicato, in tempi diversi, in svariati paesi del mondo, con le stesse 12 canzoni, non sempre messe nello stesso ordine, con le copertine a volte cambiate e, in alcuni casi, anche con il titolo modificato. Questo LP non è mai stato pubblicato o distribuito in Italia in nessuna edizione. Nel 2000 in Cile la Warner Music Chile ha ristampato in CD una versione rimasterizzata a partire da copie in vinile, aggiungendoci come bonus track le tracce degli Inti-Illimani presenti in tre dischi realizzati assiemea ad artisti negli stessi anni, e precisamente Por la CUT, Voz para el camino e Primer festival internacional de la cancion popular.

## Tracce
1. Juanito Laguna remonta un barrilete - 4:40 (Cosentino - H.Lima Quintana)
2. El canelazo - 2:52 (tradizionale dell'Ecuador)
3. Vasija de barro - 3:26 (tradizionale dell'Ecuador)
4. Sicuriadas - 2:05 (tradizionale della Bolivia)
5. Zamba de los humildes - 3:32 (O.Matua)
6. Cuecas: Lárgueme la manga + El músico errante - 3:01 (E.Navarro - tradizionale del Cile)
7. La fiesta de San Benito - 2:42 (tradizionale della Bolivia)
8. Simón Bolívar - 2:17 (R.Lena)
9. Jenecheru - 2:40 (tradizionale della Bolivia)
10. La naranja - 2:07 (tradizionale dell'Ecuador)
11. Inti-Illimani - 1:49 (H.Salinas)
12. Carta al Che - 3:51 (C.Puebla)
13. Una lágrima - 3:12 (tradizionale della Bolivia)

## Crediti

### Formazione
- Jorge Coulón - voce, chitarra, siku, maracas
- Max Berrú - voce, bombo
- Horacio Salinas - chitarra, bandurrìa, siku, voce
- Horacio Duran - charango, cuatro, siku, voce
- Ernesto Pérez De Arce - quena, pandero, maracas, siku, voce

### Turnisti
- Iván Cazabón - contrabbasso

### Personale tecnico
- Vicente e Antonio Larrea - copertina e foto

## Edizioni
- 1969 - Inti-Illimani (Jota Jota, JJL-05, LP, Cile)
- Bolivie Equateur (Disques Alvarès, C457, LP, Francia)
- Inti-Illimani (Vrije Muziek, JJL-05, LP, Paesi Bassi)
- Inti Illimani (Promecin, LP-012, LP, Venezuela)
- 2000 - Inti-Illimani (Warner Music Chile, 8573 84984-2, CD, Cile)
- 2013 - Inti-Illimani (Warner Music Chile, 8573 84984-2, CD, Cile)